# Cryodrakon boreas
Cryodrakon boreas — вид птерозаврів, що існував у пізній крейді (76,5 млн років тому). Описаний у 2019 році.

## Історія досліджень
Рештки великого птерозавра знайдені у 1972 році у відкладеннях формації Парк динозаврів в провінція Альберта в Канаді. Вчені виявили неповний скелет молодого птерозавра, в тому числі плечову, п'ясткових і плеснову кістки, ребро і кілька шийних хребців, а також окремі скам'янілості ще 13 особин. Спершу рештки приписувались до роду Quetzalcoatlus, однак наступні дослідження Майкла Габіба показали, що ці рештки є новим для науки таксоном. На основі решток у 2019 році палеонтологи Девід Вільям Елліотт Хон, Майкл Габіб та Франсуа Террієн описали нові вид та рід. Автори назвали новий таксон Cryodrakon boreas, що означає «холодний дракон північних вітрів». Родове ім'я утворено від давньогрецьких слів κρύος «морозний, льодяний» і δράκων, «дракон». Борей в давньогрецькій міфології — бог північного вітру.

## Опис
За оцінками дослідників, Cryodrakon був одним з найбільших літаючих тварин. За розмірами він бун порівняний з Quetzalcoatlus northropi, тобто розмах крил дорослих особин міг досягати 10-11 метрів, а вага становила близько 200 кг.